# 代々木神園町
代々木神園町（よよぎかみぞのちょう）は、東京都渋谷区の地名。「丁目」の設定のない単独町名である。住居表示実施済区域。

## 地理
渋谷区の中部に位置する。北部と西部は区内代々木、南部は神南に接する。東部は山手線の線路を境界に区内千駄ヶ谷・神宮前（原宿）に接する。
地内のほとんどが公共施設などからなっている。北半分は明治神宮、南半分は代々木公園で大半を占めている。西部に、国立オリンピック記念青少年総合センターが所在し、北西部には東京乗馬クラブや代々木ポニー公園がある。代々木ポニー公園では、小学生までを対象にポニーへの乗馬も体験できる。

## 歴史
1969年（昭和44年）以前には、現在の代々木神園町のうち、明治神宮内苑は「外輪町（そとわまち）」、西側（小田急小田原線寄り）は「代々木深町（よよぎふかまち）」という町域であり、残りの区域（現在の代々木公園の多くの部分に相当）のみが「神園町」であった。

### 沿革
- 1970年（昭和45年）1月1日 - 住居表示を施行する[5]。

### 町名の変遷
| 実施後       | 実施年月日   | 実施前（特記なければ、各町名ともその一部） |
| ------------ | ------------ | --- |
| 代々木神園町 | 1970年1月1日 | 代々木外輪町（全域）、代々木山谷町（全域）、神園町（全域）、竹下町（全域）、代々木深町、穏田三丁目、神南町、代々木三丁目、代々木五丁目、富ヶ谷一丁目 |

## 世帯数と人口
2024年（令和6年）12月1日現在（渋谷区発表）の世帯数と人口は以下の通りである。
- 世帯数 : 45世帯
- 人口 : 107人

### 人口の変遷
国勢調査による人口の推移。
| 年                 | 人口 |
| ------------------ | ---- |
| 1995年（平成7年）  | 29   |
| 2000年（平成12年） | 175  |
| 2005年（平成17年） | 292  |
| 2010年（平成22年） | 220  |
| 2015年（平成27年） | 160  |
| 2020年（令和2年）  | 135  |

### 世帯数の変遷
国勢調査による世帯数の推移。
| 年                 | 世帯数 |
| ------------------ | ------ |
| 1995年（平成7年）  | 27     |
| 2000年（平成12年） | 168    |
| 2005年（平成17年） | 267    |
| 2010年（平成22年） | 167    |
| 2015年（平成27年） | 87     |
| 2020年（令和2年）  | 63     |

## 学区
区立小・中学校に通う場合、学区は以下の通りとなる（2023年3月時点）。
| 番地   | 小学校                   | 中学校                 | 調整区域による変更可能校 |
| ------ | ------------------------ | ---------------------- | ------------------------ |
| 1番    | 渋谷区立千駄谷小学校     | 渋谷区立原宿外苑中学校 |                          |
| 2番    | 渋谷区立神南小学校       | 渋谷区立松濤中学校     |                          |
| 3〜4番 | 渋谷区立代々木山谷小学校 | 渋谷区立代々木中学校   | 渋谷区立原宿外苑中学校   |

## 事業所
2021年（令和3年）現在の経済センサス調査による事業所数と従業員数は以下の通りである。
- 事業所数 : 27事業所
- 従業員数 : 1,324人

### 事業者数の変遷
経済センサスによる事業所数の推移。
| 年                 | 事業者数 |
| ------------------ | -------- |
| 2016年（平成28年） | 28       |
| 2021年（令和3年）  | 27       |

### 従業員数の変遷
経済センサスによる従業員数の推移。
| 年                 | 従業員数 |
| ------------------ | -------- |
| 2016年（平成28年） | 701      |
| 2021年（令和3年）  | 1,324    |

## 交通

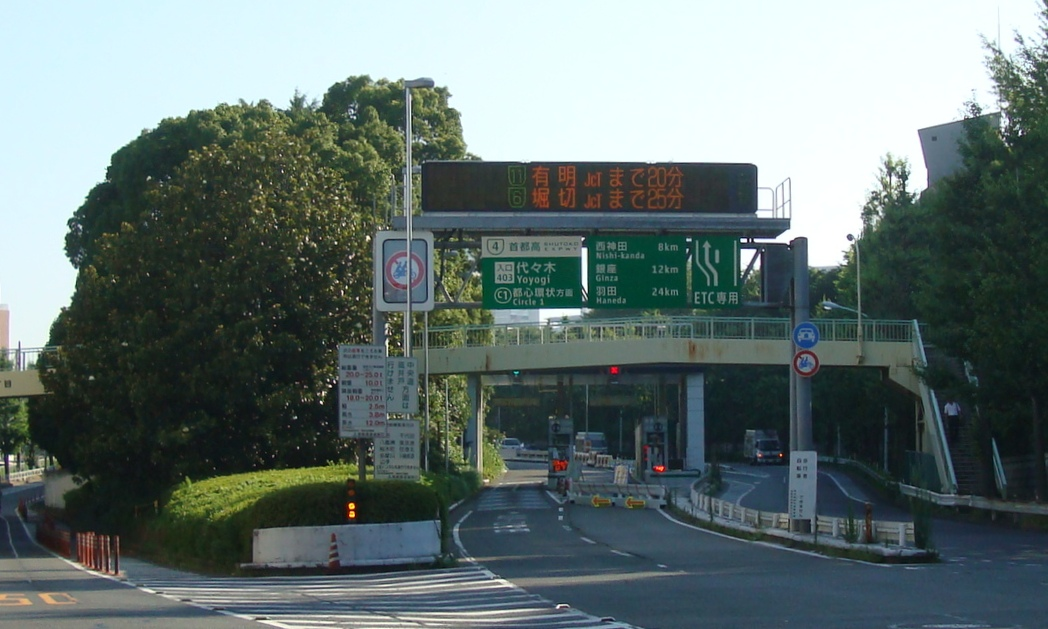
首都高速・代々木出入口

### 鉄道
- 東京メトロ千代田線
駅は所在せず。

地域内へは原宿駅、参宮橋駅、代々木八幡駅、代々木公園駅が利用できる。

### 道路
- 首都高速道路4号新宿線
  - 代々木出入口
  - 代々木パーキングエリア
- 東京都道413号赤坂杉並線

## 施設
- 東京乗馬倶楽部
- 渋谷区立代々木ポニー公園
- 小田急電鉄参宮橋変電所
- 国立オリンピック記念青少年総合センター

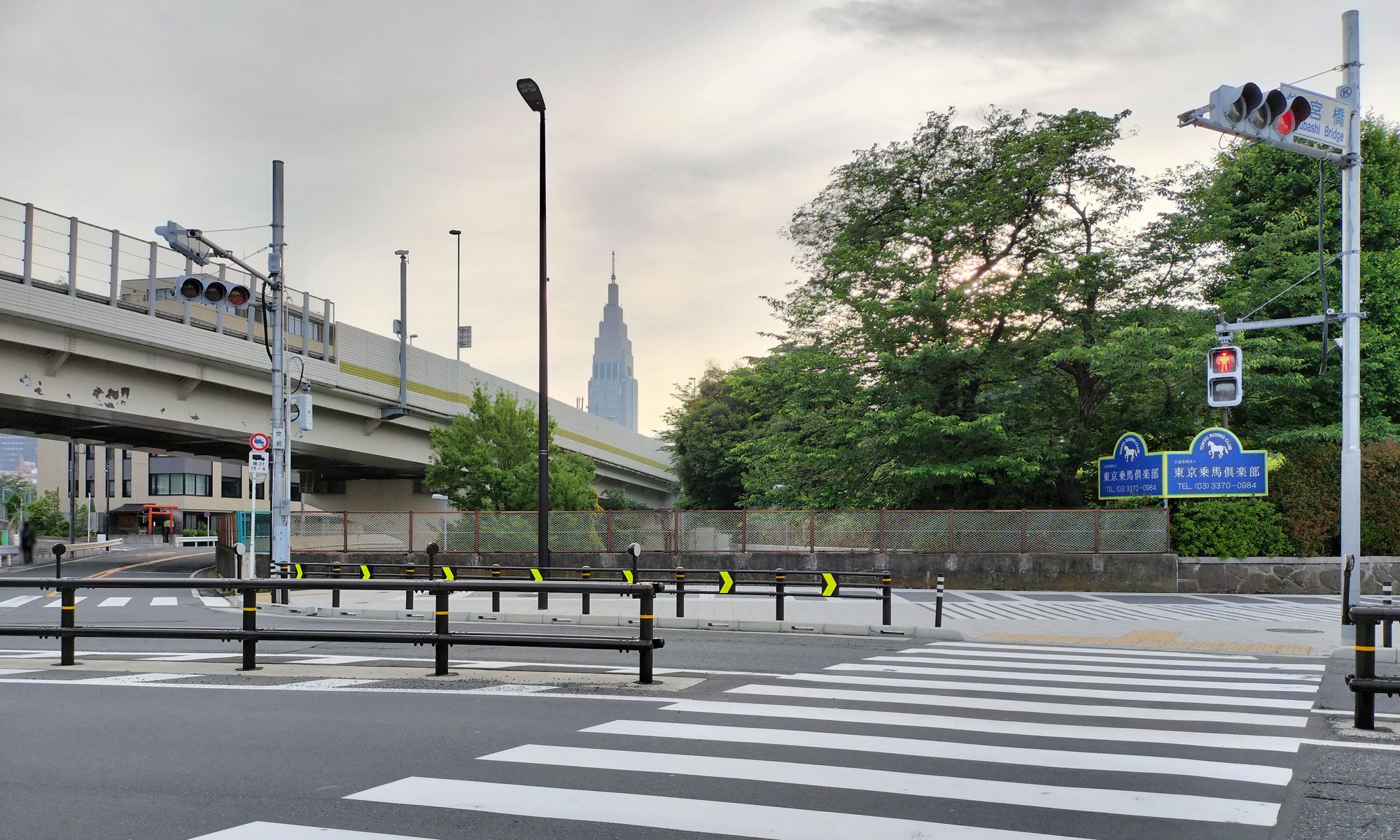
東京乗馬倶楽部付近

## その他

### 日本郵便
- 郵便番号 : 151-0052[3]（集配局 : 代々木郵便局[15]）。